# Pokopališče
Pokopališče je odrejen del ozemlja, namenjen, glede na kulturo ter navade, različnim načinom obreda pokopavanja ter samega ohranjanja posmrtnih ostankov in trupel na tem ozemlju.
Največje pokopališče v Sloveniji je Centralno pokopališče Žale, ki leži v Mestni občini Ljubljana, natančneje v četrtni skupnosti Bežigrad, na severovzhodu Ljubljane. Z njim upravlja in na njem pogrebno dejavnost izvaja javno podjetje Žale. 
Edino gozdno pokopališče v Sloveniji je novo novomeško pokopališče v Srebrničah. 

## Vojaško pokopališče
Med vsemi večjimi konflikti so se pokazale potrebe po pokopališčih, na katerih so pokopavali padle vojake. Takim pokopališčem pravimo vojaška pokopališča, na njih pa je lahko poleg posameznih grobov tudi skupna grobnica, kamor po navadi pokopljejo neidentificirane vojake. Tem grobnicam pravijo tudi grob neznanega junaka.